# 贊比西縣
贊比西縣（英語：Zambezi District），是贊比亞的縣份，位於該國西北部，由西北省負責管轄，首府設於贊比西，面積14,060平方公里，2010年人口80,306，人口密度每平方公里5.7人。